# Mandoza
Mandoza, artistnamn för Mduduzi Tshabalala född 19 januari 1978 i Soweto utanför Johannesburg, död 18 september 2016 i Soweto, var en sydafrikansk kwaito-sångare och musiker. Hans mest kända låt är Nkalakatha ur albumet med samma namn. Han föddes i Zola-sektionen av Soweto, där han delade hus med sin mor, morföräldrar och sina två systrar. Han kände aldrig sin far - enligt hans mor mördades fadern samma år som Mandoza föddes.
När Mandoza var sexton år gammal dömdes han till 1,5 års fängelse för stöld av en bil, och avtjänade straffet i Diepklooffängelset. Efter att han släppts från fängelset skapade Mandoza musikgruppen Chsikop med de tre barndomsvännerna S'bu, Siphiwe och Sizwe. Mandozas talang upptäcktes av Arthur Mafokate, som är känd som "kwaitons kung".

## Soloalbum
- 9II5 Zola South (1999)
- Nkalakatha (2000)
- Nkalakatha (The Boss Remixes) (2000)
- It's All Right (with Tokollo and Kabelo)
- Godoba (2002)
- Tornado (2003)
- S'gelekeqe (2004)
- Same Difference (with Danny K) (2004)
- Phunyuka Bamphethe (2005)
- Ngalabese 2006
- Ingwenya 2008
- Champion (2009)